# Championnat du Suriname de football 1994-1995
Navigation
Saison précédente Saison suivante
La saison 1994-1995 du Championnat du Suriname de football est la soixante-et-unième édition de la Hoofdklasse, le championnat de première division au Suriname. Les dix formations de l'élite sont réunies au sein d'une poule unique où elles s'affrontent deux fois au cours de la saison. À l'issue du championnat, les deux derniers sont relégués et remplacés par les deux meilleures équipes de deuxième division.
C'est le tenant du titre, le SV Robinhood qui remporte à nouveau la compétition cette saison après avoir terminé en tête du classement final, avec deux points d'avance sur le SV Corona Boys et quatre sur le SV Leo Victor. Il s’agit du vingt-et-unième titre de champion du Suriname de l'histoire du club.

## Les clubs participants
- SV Road
- PVV
- Sportvereniging Nationaal Leger
- SV Prekash - Promu de Eerste Klasse
- SV Leo Victor
- Inter Moengotapoe - Promu de Eerste Klasse
- SV Boxel
- SV Transvaal
- SV Corona Boys
- SV Robinhood

## Compétition
Le barème de points servant à établir le classement se décompose ainsi :
- Victoire : 2 points
- Match nul : 1 point
- Défaite : 0 point

### Classement
| Rang | Équipe                          | Pts | J  | G  | N | P  | Bp | Bc | Diff |
| ---- | ------------------------------- | --- | -- | -- | - | -- | -- | -- | ---- |
| 1    | SV RobinhoodT                   | 26  | 18 | 11 | 4 | 3  | 34 | 20 | +14  |
| 2    | SV Corona Boys                  | 24  | 18 | 9  | 6 | 3  | 33 | 21 | +12  |
| 3    | SV Leo Victor                   | 22  | 18 | 8  | 6 | 4  | 28 | 17 | +11  |
| 4    | SV Transvaal                    | 20  | 18 | 7  | 6 | 5  | 32 | 23 | +9   |
| 5    | Sportvereniging Nationaal Leger | 20  | 18 | 6  | 8 | 4  | 29 | 22 | +7   |
| 6    | Inter MoengotapoeP              | 15  | 18 | 3  | 9 | 6  | 23 | 27 | -4   |
| 7    | SV PrekashP                     | 15  | 18 | 4  | 7 | 7  | 23 | 30 | -7   |
| 8    | SV Boxel                        | 14  | 18 | 3  | 8 | 7  | 12 | 23 | -11  |
| 9    | SV Road                         | 13  | 18 | 3  | 7 | 8  | 26 | 37 | -11  |
| 10   | PVV                             | 11  | 18 | 4  | 3 | 11 | 16 | 36 | -20  |

|  | Champion du Suriname 1994-1995                                |
|  | Qualification pour la Coupe des champions de la CONCACAF 1995 |
|  | Relégation en Eerste Klasse                                   |
|  | T : Tenant du titre P : Promu de Eerste Klasse                |

## Bilan de la saison
| Championnat du Suriname de football 1994-1995 |                          |
| Champion                                      | SV Robinhood (21e titre) |
| Qualifications continentales                  |                          |
| Coupe des champions de la CONCACAF 1995       | SV Corona Boys           |
| Promotions et relégations                     |                          |
| Promus en Hoofdklasse                         | SV Voorwaarts            |
| Promus en Hoofdklasse                         | Kamal Dewaker            |
| Relégués en Eerste Klasse                     | SV Road                  |
| Relégués en Eerste Klasse                     | PVV                      |